# 何日君再來

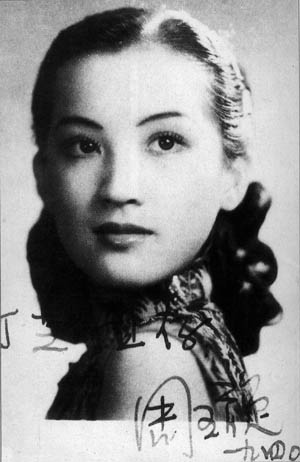
周璇

《何日君再來》，華語經典歌曲。是1937年的電影《三星伴月》的插曲，黄嘉謨作词，劉雪庵作曲，周璇在電影中演唱並灌成唱片，由上海百代唱片發行。1939年1月日本籍李香蘭录制了《何日君再来》唱片并分别在中国和日本发行，她僅唱了原始版本的頭兩段歌詞，卻也讓這首歌曲紅遍全中國并流行于日本，同時她也為此曲錄製日文版本。1978年鄧麗君重新翻唱《何日君再來》，她保留了原始版本的頭尾兩段和口白部分，並推出了中、日文版本，成為此曲当代最流行版本。

## 歌曲的由来
《三星伴月》是上海中國化學工業社的創办人，被業界稱为日化大王、國貨大王的方液仙，為宣傳自己國產的「三星牌」日用化工系列產品而於1937年2月資助上海藝華影業公司拍攝的故事片。這部電影講述實業救國、開辦化工廠的實業家與女歌星的相愛故事，導演方沛霖請劉雪庵寫片中插曲，劉就將五年前創作的曲子交給了導演，並由編劇黄嘉謨填詞，於是就有了《何日君再來》。

## 詞曲者
《何日君再來》的詞曲者有很多說法，其中“作詞／作曲”有記為“沈華／不明”、“晏如／貝林”或“貝林／晏如”，甚至指出詞曲都不明的說法都有。中薗英助的著作《何日君再来物語》（河出書房新社出版）一書曾對此問題作了深入的查證探討，並訪問相關人士，其結論認為黄嘉謨作詞、劉雪庵作曲。1930年代，黄嘉謨活躍於上海的編劇界，是《三星伴月》的編劇，而劉雪庵當時是上海國立音樂專科學校的學生，他後來當上北京藝術師範學院（即現在中國音樂學院前身）的教授。他們兩人分別使用貝林和晏如作為筆名。但是在《何日君再来物語》裡面，相關人物提供的說法頗不一致。（例如有個說法，說劉雪庵本人說他自己包辦曲詞，只是劉雪庵在中薗寫書時過世，所以這個說法無法證實。）另外一個版本是黃嘉謨後人的說法：《何日君再來》的歌曲原來是一首不起名的歌曲，黃嘉謨取了《何日君再來》的曲調，填了新詞，這新詞就是今天大家熟悉的歌詞。後來作曲家提出投訴，爲了避免爭議，黃嘉謨低調處理，沒有強調自己是填詞人，過了幾年漸漸被人忘記原作者是誰。刘雪庵的好友潘孑农回忆道，这首曲子原本是1936年刘雪庵毕业时即兴创作的一首无名探戈舞曲。1937年《三星伴月》导演方沛霖邀请刘雪庵谱写探戈舞曲，刘提供了一首现成的，方事先并未征求刘雪庵同意，就让编剧黄嘉谟为这首舞曲填写了歌词。刘雪庵曾因此事私下對潘表示不满，但是碍于情面，没有公开表示什么。1939年，日語版本則由長田恒雄作詞。

## 被禁
《何日君再来》曾经被中華民國政府、中華人民共和國政府列为“禁歌”。民国政府将“君”谐音化为八路"軍"的“军”，故一度禁止播放；而共产党方面则把这首歌看成是上海堕落生活方式的写照，並指為「何日日軍再來」，列為賣国歌曲。1957年作曲家劉雪庵更因《何日君再來》被划为“右派”，1982年，中國大陸當局又把這首歌視為「不正確的歌曲，帶有半封建、半殖民地色彩的東西」、「黄色歌曲」，同時亦以防止對民眾造成精神污染為由禁止輸入及播放。

## 演唱者

### 周璇
周璇于1937年在其主演的電影《三星伴月》中演唱了《何日君再來》，让這首歌在上海及周邊地區风行一时，而嵌入片名中的“三星”產品名（三星牙膏、三星花露水、三星蚊香等等）也深入人心，成為絕妙廣告。當時人們一聽到此歌，也就會想起“三星”系列产品。周璇所唱的版本共有四段歌詞，歌曲長度近5分半。

### 渡邊濱子
日文版原唱，由渡邊濱子於1939年演唱。

### 李香蘭
周璇為這首歌曲在中國打開了知名度，但真正將這首歌曲唱紅的卻是李香蘭（山口淑子），《夜來香》也是由她原唱和唱紅的，李香蘭于1938年底在滿洲國将该曲灌唱成唱片，1939年1月由百樂唱片及帝蓄唱片分別在中国和日本發行，結果比周璇原版更風行。李香蘭回日本後，在1952年又唱一次，由哥倫比亞唱片在日本發行。

### 鄧麗君
有不少歌迷以為《何日君再來》的原主唱是鄧麗君，事實上這首歌的歌齡比鄧麗君的年紀還大上16歲。1937年問世的《何日君再來》原本共有四段歌詞，周璇發表它、李香蘭唱紅它，但因為當時的大環境使然，這首歌曲無端被抹黑了，幾十年來它一直是「禁歌」，在中國大陸是如此，搬遷來台的國民黨政府處於戒嚴時期，因此台灣方面也是如此。《何日君再來》就這樣被兩岸禁了將近30年，只是由於時過境遷，到後來多數人都不知道這首歌曲被禁唱的理由。在1980年代之前，由於這首歌曲身份特殊，所以也沒有多少華語歌手有意願碰觸它，而就在兩岸對這首歌曲冷處理的時候，沒想到兩岸之外的第三地竟然有電影公司相中它。1966年，香港邵氏公司拍了一部名叫「何日君再來」的電影，同名歌曲也出現在影片中，其中有趣的是，邵氏公司一直都不知道這首歌曲在台灣有禁令，而更有意思的是，台灣行政院新聞局也並未禁播這部香港電影。
1967年時，鄧麗君就曾用《何日君再來》的原曲重新填詞，以《幾時你回來》的歌名來發表，1970年代末期時，台灣政府對許多禁令逐漸鬆綁，多首曾遭冷凍的歌曲逐漸浮上檯面。1978年時，鄧麗君挑選了《何日君再來》重新詮釋，她將原本四段的歌詞捨棄了其中第二和第三段，只保留了頭尾以及口白的部分，讓原本冗長的歌詞修剪的精簡適中，讓歌迷們更容易記住。歌曲一推出，鄧麗君取代了周璇、李香蘭她們賦予這首歌曲的時代意義，畢竟1930年代那個時期的歌星唱腔和錄音效果，已不可同今日而語。《何日君再來》在被禁30年之後，因鄧麗君的重新翻唱又再度走紅，甚至成為她個人的招牌歌曲。而鄧麗君本人對這首歌也是喜愛倍加，1978年還推出了《何日君再來》這首歌曲的印尼版本，歌名為《Cinta Suci》。除了1967年個人首張專輯的翻唱以及1978年傳遍中華神州的翻唱版本外，她還在1984年和1993年分別錄製了中文日文的版本，也經常在演唱會和電視節目中選唱這首歌，是貫穿鄧麗君整個歌唱生涯的名曲。
1980年代初期，港台兩地的華語流行歌曲開始進入中國大陸，鄧麗君的歌聲如熊熊野火般迅速蔓延開來。中共官方為了打壓這個現象，將她的歌曲包括《何日君再來》和《夜來香》在內定義為「靡靡之音」，並指責她的歌曲會對國人造成精神上的污染，使毎個人思想沉淪以及行為墮落，而《何日君再來》也因此在大陸第二度被禁唱，兩次禁唱時間相隔約卅年。

### 江蕙
台語天后江蕙也唱過台語版的《何日君再來》，歌詞經過重新填寫，收錄在她專輯《感情放一邊》中，雖然是台語歌曲，但最後一句「何日君再來」，江蕙特地改唱回華語。

### 其他演唱者
1939年6月在香港製作的電影《孤島天堂》中，作為插曲由黎莉莉主唱。《何日君再來》這首歌後來再由白光、潘迪華、奚秀蘭、胡美芳、松平晃、夏目芙美子、翁倩玉、郭靜等先後翻唱錄成唱片，蔡幸娟曾在台灣音樂節目《台灣望春風》演唱四段歌詞的版本，恰克與飛鳥在巡迴亞洲演唱會時亦曾演唱。1978年台灣歌手鄧麗君翻唱時（收录于專輯《一封情書》1978），在台灣和中國大陸再度掀起熱潮。華語歌手甄妮於八十年代香港個人演唱會中亦曾選唱。